# Morti nel 1815
| Questa pagina contiene informazioni ricavate automaticamente dalle voci biografiche con l'ausilio del template Bio e di un bot. L'aggiornamento è periodico e automatico e ricostruisce completamente la pagina. Se manca una persona in questa lista, sei pregato di non aggiungerla, ma accertati piuttosto che la sua voce biografica contenga il template Bio e che i dati anagrafici siano correttamente compilati. Se il template Bio manca, inseriscilo tu stesso o, in alternativa, metti l'avviso {{tmp\|Bio}} che ne segnala la mancanza. Se i dati riportati sono sbagliati, correggi direttamente la voce biografica; le modifiche saranno visibili in questa lista entro pochi giorni. Per chiarimenti vedi il progetto biografie. La lista contiene solo le 162 persone che sono citate nell'enciclopedia e per le quali è stato implementato correttamente il template Bio. Pagina aggiornata al 2 ago 2025. |

## Gennaio(18)
- 2 gennaio - George Gale, politico statunitense (n. 1756)
- 4 gennaio - William Kerr, V marchese di Lothian, nobile scozzese (n. 1737)
- 5 gennaio - Anton Wilhelm von L'Estocq, generale prussiano (n. 1738)
- 7 gennaio - Pierre André Grobon, generale francese (n. 1767)
- 9 gennaio - Giovanni Castiglione, cardinale e vescovo cattolico italiano (n. 1742)
- 9 gennaio - Claude Juste Alexandre Legrand, generale francese (n. 1762)
- 10 gennaio - Belsazar Hacquet, medico e scienziato austriaco (n. 1739)
- 15 gennaio - Giuseppe Manfredini, pittore italiano
- 15 gennaio - Mademoiselle Raucourt, attrice teatrale francese (n. 1756)
- 16 gennaio - Emma Hamilton, avventuriera inglese (n. 1765)
- 16 gennaio - Henry Thornton, politico e economista inglese (n. 1760)
- 17 gennaio - Giovanni Battista Monteggia, chirurgo italiano (n. 1762)
- 21 gennaio - Francesco Pietro Raccamarich, vescovo cattolico e nobile dalmata (n. 1744)
- 22 gennaio - Carlos Amarante, architetto e ingegnere portoghese (n. 1748)
- 23 gennaio - Giuseppe Gori, scultore italiano (n. 1739)
- 25 gennaio - Dziaddin Mukarram Shah II di Kedah, sovrano malese (n. 1754)
- 31 gennaio - Francesco Saverio Maria Bianchi, presbitero italiano (n. 1743)
- 31 gennaio - José Félix Ribas, militare e patriota venezuelano (n. 1775)

## Febbraio(12)
- 4 febbraio - Salomone Fiorentino, poeta italiano (n. 1743)
- 4 febbraio - Jacob van Strij, pittore olandese (n. 1756)
- 5 febbraio - Antonio Maria Jaci, presbitero, matematico e astronomo italiano (n. 1739)
- 7 febbraio - Salomone II d'Imerezia, re (n. 1772)
- 9 febbraio - Antoine Jean Marie Thévenard, ammiraglio francese (n. 1733)
- 12 febbraio - Étienne Marie Antoine Champion de Nansouty, generale francese (n. 1768)
- 16 febbraio - Vincenzo Chiminello, astronomo italiano (n. 1741)
- 19 febbraio - Domenico Conti Bazzani, pittore italiano (n. 1740)
- 22 febbraio - Smithson Tennant, chimico inglese (n. 1761)
- 24 febbraio - Robert Fulton, ingegnere statunitense (n. 1765)
- 25 febbraio - Pëtr Petrovič Dolgorukov, generale e nobile russo (n. 1744)
- 26 febbraio - Federico Giosia di Sassonia-Coburgo-Saalfeld, nobile e generale tedesco (n. 1737)

## Marzo(13)
- 4 marzo - Frances Abington, attrice teatrale inglese (n. 1737)
- 5 marzo - Franz Anton Mesmer, medico tedesco (n. 1734)
- 6 marzo - Lungtok Gyatso, monaco buddhista tibetano (n. 1806)
- 6 marzo - Francisco Javier de Lizana y Beaumont, arcivescovo cattolico spagnolo (n. 1749)
- 7 marzo - Francesco Bartolozzi, disegnatore, pittore e incisore italiano (n. 1727)
- 8 marzo - Karl Dominik von Reding, politico svizzero (n. 1755)
- 12 marzo - Mariano Melgar, poeta peruviano (n. 1790)
- 13 marzo - Marsilio Landriani, chimico italiano (n. 1751)
- 14 marzo - Johann Georg Rosenmüller, teologo tedesco (n. 1736)
- 16 marzo - Gioacchino Maria Adami, politico italiano (n. 1739)
- 17 marzo - Mateo Pumacahua, inca
- 18 marzo - Francesco Maria Colle, storico italiano (n. 1744)
- 21 marzo - Agostino Zhao Rong, presbitero cinese (n. 1746)

## Aprile(16)
- 1º aprile - Giovanni Andrea Avogadro, vescovo cattolico e gesuita italiano (n. 1735)
- 1º aprile - Pietro Napoli Signorelli, saggista, storiografo e scrittore italiano (n. 1731)
- 1º aprile - Tommaso Valperga di Caluso, filosofo, astronomo e fisico italiano (n. 1737)
- 2 aprile - Leopoldo da Gaiche, presbitero italiano (n. 1732)
- 2 aprile - Angelo Quaglio il Vecchio, pittore, grafico e litografo tedesco (n. 1778)
- 3 aprile - José de Córdova y Ramos, ammiraglio e esploratore spagnolo (n. 1732)
- 8 aprile - Jakub Jan Ryba, compositore e insegnante ceco (n. 1765)
- 10 aprile - Felice Caronni, archeologo, numismatico e incisore italiano (n. 1747)
- 10 aprile - William Roxburgh, botanico scozzese (n. 1751)
- 12 aprile - Sergej Aleksandrovič Menšikov, nobile e ufficiale russo (n. 1746)
- 14 aprile - Jean Mathieu Séras, generale italiano (n. 1765)
- 17 aprile - Carlo Antonio Marin, storico italiano (n. 1745)
- 17 aprile - Pompilio Pozzetti, letterato italiano (n. 1760)
- 24 aprile - Giovanni Boccaccio, carabiniere italiano (n. 1781)
- 26 aprile - Carsten Niebuhr, matematico, cartografo e esploratore tedesco (n. 1733)
- 29 aprile - James Stuart, generale britannico (n. 1741)

## Maggio(10)
- 2 maggio - Varvara von Engelhardt, nobildonna russa (n. 1757)
- 4 maggio - Louis-Antoine-Cyprien Infernet, ammiraglio francese (n. 1756)
- 7 maggio - Luigi Gaetano Marini, storico, archeologo e giurista italiano (n. 1742)
- 8 maggio - Louis-Auguste Juvénal des Ursins d'Harville, nobile, militare e politico francese (n. 1749)
- 9 maggio - Enrico Sanclemente, abate e numismatico italiano (n. 1732)
- 15 maggio - Jacopo Alessandro Calvi, pittore italiano (n. 1740)
- 17 maggio - Angelico Benincasa, arcivescovo cattolico e religioso italiano (n. 1728)
- 21 maggio - William Nicholson, chimico e saggista inglese (n. 1753)
- 24 maggio - Nicola Giustiniani, ceramista italiano (n. 1732)
- 27 maggio - Pietro Sografi, chirurgo italiano (n. 1756)

## Giugno(16)
- 1º giugno - Louis Alexandre Berthier, generale francese (n. 1753)
- 1º giugno - James Gillray, disegnatore britannico (n. 1757)
- 5 giugno - Louis de La Rochejaquelein, generale francese (n. 1777)
- 9 giugno - Marco Antonio Gregorina, vescovo cattolico, scrittore e teologo dalmata (n. 1735)
- 15 giugno - Il'ja Andreevič Bezborodko, politico e generale russo (n. 1756)
- 16 giugno - Federico Guglielmo di Brunswick, principe e generale prussiano (n. 1771)
- 17 giugno - Louis-Michel Letort de Lorville, generale francese (n. 1773)
- 18 giugno - Claude-Étienne Michel, generale francese (n. 1772)
- 18 giugno - Christian von Ompteda, militare tedesco (n. 1765)
- 18 giugno - Thomas Picton, generale gallese (n. 1758)
- 20 giugno - Guillaume Philibert Duhesme, generale francese (n. 1766)
- 20 giugno - George Montagu, naturalista, ornitologo e militare britannico (n. 1753)
- 21 giugno - Pierre-Jean-Baptiste Constant de Suzannet, generale francese (n. 1772)
- 24 giugno - Charles Lee, politico e avvocato statunitense (n. 1758)
- 27 giugno - Jean-Baptiste Girard, generale francese (n. 1775)
- 28 giugno - Torii Kiyonaga, artista giapponese (n. 1752)

## Luglio(6)
- 4 luglio - Eberhard August Wilhelm von Zimmermann, geografo e zoologo tedesco (n. 1743)
- 5 luglio - Maximilian von Merveldt, generale e diplomatico austriaco (n. 1764)
- 7 luglio - Pedro de Garibay, politico e generale spagnolo (n. 1729)
- 11 luglio - Joseph Daquin, medico francese (n. 1732)
- 16 luglio - Adolph Ferdinand Gehlen, chimico tedesco (n. 1775)
- 16 luglio - Jakob Josef Zelger, politico svizzero (n. 1735)

## Agosto(12)
- 1º agosto - John Chetwode Eustace, presbitero, scrittore e antiquario britannico
- 2 agosto - Guillaume Marie-Anne Brune, generale francese (n. 1763)
- 6 agosto - Giuseppe Gherardeschi, organista e compositore italiano (n. 1759)
- 12 agosto - Aubrey Beauclerk, VI duca di St. Albans, politico britannico (n. 1765)
- 14 agosto - Francesco Maria Pignatelli, cardinale italiano (n. 1745)
- 14 agosto - Jean Auguste de Chastenet de Puységur, arcivescovo cattolico francese (n. 1740)
- 15 agosto - Richard Bassett, politico e avvocato statunitense (n. 1745)
- 15 agosto - Eugène Louis Melchior Patrin, naturalista e mineralogista francese (n. 1742)
- 19 agosto - Charles de la Bédoyère, generale francese (n. 1786)
- 21 agosto - Carl Johan Adlercreutz, generale svedese (n. 1757)
- 22 agosto - José de Iturrigaray, militare spagnolo (n. 1742)
- 29 agosto - Philip Stanhope, V conte di Chesterfield, nobile, politico e diplomatico inglese (n. 1755)

## Settembre(3)
- 9 settembre - John Singleton Copley, pittore statunitense (n. 1738)
- 14 settembre - Jean-Gabriel-Taurin Dufresse, vescovo cattolico e santo francese (n. 1750)
- 20 settembre - Nicolas Desmarest, geologo e enciclopedista francese (n. 1725)

## Ottobre(5)
- 4 ottobre - Christophe-Philippe Oberkampf, imprenditore francese (n. 1738)
- 12 ottobre - Pietro Augustoni, architetto italiano (n. 1741)
- 13 ottobre - Gioacchino Murat, generale francese (n. 1767)
- 19 ottobre - Paolo Mascagni, anatomista e illustratore italiano (n. 1755)
- 22 ottobre - Claude Lecourbe, generale francese (n. 1759)

## Novembre(14)
- 5 novembre - Esprit Tranquille Maistral, ammiraglio francese (n. 1763)
- 5 novembre - Franz Freiherr von Pflacher, militare austriaco (n. 1745)
- 9 novembre - Samuel Alken, incisore inglese (n. 1756)
- 11 novembre - Pierre-Louis Ginguené, letterato, storico e critico musicale francese (n. 1748)
- 15 novembre - Stephen Heard, militare statunitense (n. 1740)
- 17 novembre - Luigi Asioli, cantante e compositore italiano (n. 1778)
- 17 novembre - Joseph Habersham, politico e militare statunitense (n. 1751)
- 18 novembre - Carlo Chenchi, architetto italiano (n. 1740)
- 20 novembre - Ekaterina Petrovna Trubeckaja, nobildonna russa (n. 1744)
- 22 novembre - Manuel Rodríguez Aponte, gesuita, grecista e missionario spagnolo (n. 1737)
- 22 novembre - James Lackington, editore britannico (n. 1746)
- 26 novembre - Jean-Joseph Gauthier, militare francese (n. 1765)
- 28 novembre - Johann Peter Salomon, violinista e compositore tedesco (n. 1745)
- 30 novembre - Vittorio Amedeo Gioanetti, medico e chimico italiano (n. 1729)

## Dicembre(16)
- 3 dicembre - John Carroll, gesuita e arcivescovo cattolico statunitense (n. 1735)
- 7 dicembre - Emanuele Moncada Oneto, nobile, politico e militare italiano (n. 1740)
- 7 dicembre - Michel Ney, generale francese (n. 1769)
- 8 dicembre - Pietro Morandi, organista e compositore italiano (n. 1745)
- 9 dicembre - Giuseppe Bossi, pittore, scrittore e collezionista d'arte italiano (n. 1777)
- 15 dicembre - Macario IV Tawil, vescovo cattolico e patriarca cattolico siriano
- 16 dicembre - Charles Howard, XI duca di Norfolk, nobile e politico britannico (n. 1746)
- 19 dicembre - Benjamin Smith Barton, botanico e chimico statunitense (n. 1766)
- 20 dicembre - Pietro Cossali, matematico italiano (n. 1748)
- 20 dicembre - Giovanni Meli, poeta e drammaturgo italiano (n. 1740)
- 22 dicembre - José María Morelos y Pavón, presbitero e patriota messicano (n. 1765)
- 23 dicembre - Jan Potocki, scrittore polacco (n. 1761)
- 24 dicembre - Alvise Mocenigo, politico e imprenditore italiano (n. 1760)
- 29 dicembre - Saartjie Baartman, sudafricana (n. 1789)
- 30 dicembre - Oluf Gerhard Tychsen, orientalista, numismatico e teologo tedesco (n. 1734)
- 31 dicembre - Thomas Burke, incisore e pittore irlandese (n. 1749)

## Senza giorno specificato(21)
- William Absolon, pittore e decoratore britannico (n. 1751)
- Gabriel André Aucler, avvocato, filosofo e scrittore francese
- Carlo Alberto Baratta, pittore italiano (n. 1754)
- Vincent Yves Boutin, militare francese (n. 1772)
- Virginio Bracci, scultore italiano (n. 1738)
- Tommaso Caravita, giurista e magistrato italiano
- Francesco Corneliani, pittore italiano (n. 1740)
- Vincenzo Guarana, pittore italiano (n. 1742)
- Spiridione Lusi, diplomatico, politico e letterato greco (n. 1745)
- Michele Mamino, brigante italiano (n. 1769)
- Gaetano Mattioli, violinista, direttore d'orchestra e compositore italiano (n. 1750)
- Ndvungunye, politico swati (n. 1760)
- Benjamin Patersen, pittore svedese
- Giacomo Pichler, incisore italiano (n. 1778)
- Anna Pieri Brignole Sale, nobile italiana (n. 1765)
- Sabine Hitzelberger, cantante lirica tedesca (n. 1755)
- Sakugawa Kanga, karateka giapponese (n. 1733)
- Mattia Stabingher, compositore e flautista italiano (n. 1739)
- Leonardo Targa, medico italiano (n. 1730)
- Hipólito Vieytes, politico argentino (n. 1762)
- Tommaso de Bassus, politico svizzero (n. 1742)